# Recklingsen
Recklingsen – wieś w gminie Welver w powiecie Soest, w kraju związkowym Nadrenia Północna-Westfalia, w rejencji Arnsberg.

## Demografia
Według spisu ludności z końca 2024 roku, w Recklingsen mieszkało 228 mieszkańców, z czego 114 to mężczyźni, a 114 kobiety.

## Geografia

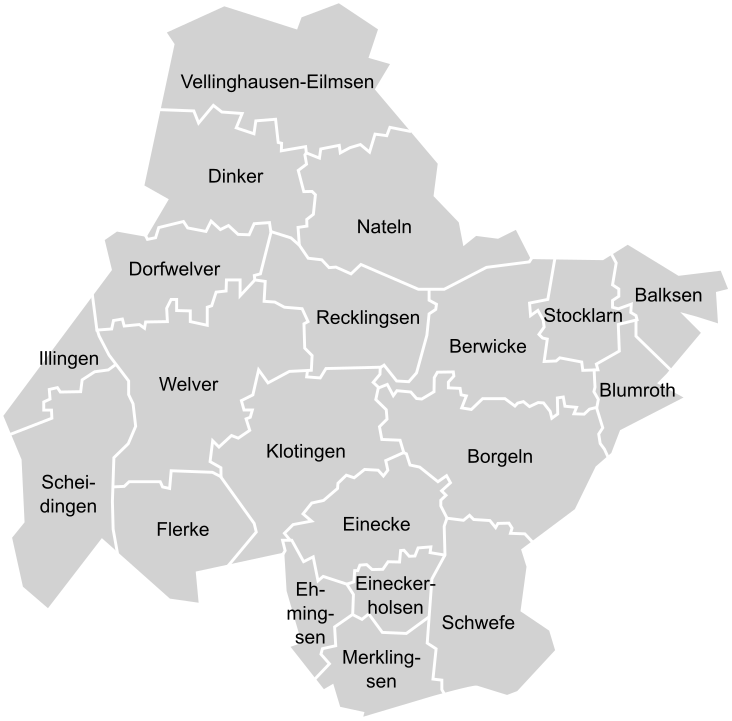
Dzielnice gminy Welver

Recklingsen mierzy powierzchnię 4,36 km².
Dzielnica leży w środkowej części gminy i graniczy z pięcioma innymi dzielnicami: Nateln, Klotingen, Welver i Dorfwelver.

## Etymologia
Nazwa wsi wywodzi się prawdopodobnie od staroniemieckiego żeńskiego imienia Richild.

## Historia
Na terenie wsi znaleziono kamienną siekierę, co dowodzi, że tereny te były zamieszkiwane w okresie Neolitu.
Pierwsza udokumentowana wzmianka o Recklingsen pochodzi z 968/969 roku. Wówczas wieś nazywała się Richildinchuso. Wieś została wspomniana w książce Vita Brunonis archiepiscopi Coloniensis napisanej przez Benedyktyna Ruotgera z Kolonii.

### Reorganizacja gmin
W ramach reorganizacji gmin 1 lipca 1969 roku Recklingsen wraz z 20 innymi miejscowościami stało się częścią nowej gminy Welver.

## Polityka
Burmistrzem Recklingsen jest Reinhild Osthoff-Dahlhoff.